# Great Dismal Swamp Maroons

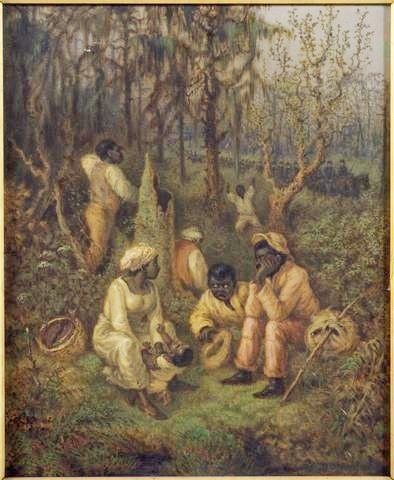
Fugitive Slaves in the Dismal Swamp, Virginia (Gemälde von David Edward Cronin, 1888)

Great Dismal Swamp Maroons waren Maroons, freigelassene und geflohene Sklaven, die sich im Marschland des Great Dismal Swamp in Virginia und North Carolina ansiedelten. Forscher nehmen an, dass zwischen 1700 und 1860 Tausende von ihnen dort lebten. Die bedeutendsten Untersuchung der Siedlungen begann 2002 mit einem Projekt von Dan Sayers von der American University, Washington.

## Lage
Der Great Dismal Swamp erstreckt sich im Südosten von Virginia und Nordosten von North Carolina zwischen dem James River bei Norfolk, Virginia, und dem Albemarle Sound bei Edenton, North Carolina. Die ursprüngliche Größe des Sumpfgebiets wird auf über 4.000 km² geschätzt, doch menschliche Eingriffe verminderten die Fläche erheblich. Heute umfasst das Schutzgebiet Great Dismal Swamp National Wildlife Refuge nur etwas mehr als 450 km².

## Geschichte

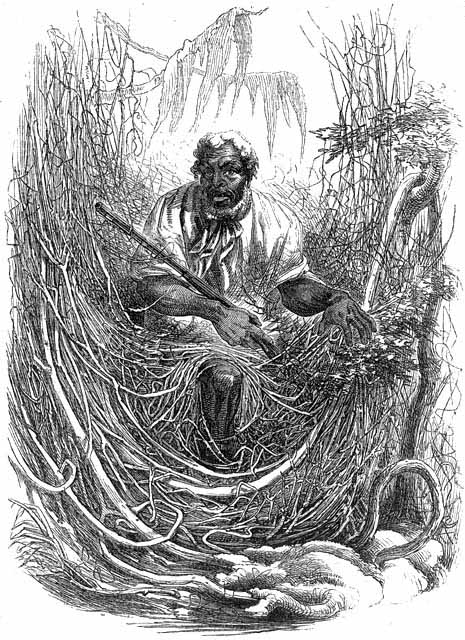
Osman, ein Great Dismal Swamp Maroon (Druckgrafik von David Hunter Strother, 1856)

Die ersten afrikanischen Sklaven, die in die britischen Kolonien verschleppt wurden, kamen 1619 auf einem holländischen Schiff nach Virginia. Zu dieser Zeit wurden Sklaven ähnlich behandelt wie indentured servants (Vertragsknechte), sie wurden nach einer bestimmten Zeit freigelassen. Andere gewannen die Freiheit, indem sie zum Christentum konvertierten, da die Engländer jener Zeit keine Christen als Sklaven behandelten. Sklaven wurden im 18. und 19. Jahrhundert zur Trockenlegung der Sümpfe eingesetzt. Entkommene Sklaven wurden als maroons oder outlyers bezeichnet. Es gab Maroons in isolierten oder versteckten Siedlungen in allen Südstaaten. Maroon-Siedlungen in Sümpfen gab es in Alabama, Florida, Georgia, Louisiana und South Carolina.
Weiter nördlich lebten sie nur im Great Dismal Swamp. Seit dem Beginn des 18. Jahrhunderts lebten Maroons im Great Dismal Swamp, darunter sowohl Sklaven, die sich die Freiheit erkauft hatten, als auch entkommene. Die meisten siedelten in den höheren und trockneren Teilen des Sumpfes. Andere benutzten den Sumpf als einen Zugang zur Underground Railroad zum Norden.
Herbert Aptheker stellte 1939 in Maroons Within the Present Limits of the United States fest, dass wahrscheinlich ungefähr 2000 Schwarze, Flüchtige oder ihre Nachkommen im Great Dismal Swamp lebten. Eine Studie, die 2007 erschien, The Political Economy of Exile in the Great Dismal Swamp, besagt, dass Tausende von Menschen zwischen 1630 und 1865 im Sumpf lebten, Native Americans, Maroons und Kanalarbeiter. Damit war es eine der größten Maroon-Siedlungen der Vereinigten Staaten. Einige Maroons verbrachten ihr ganzes Leben im Sumpf und trotzten den schwierigen Bedingungen, Insekten, Giftschlangen und Bären.

## Forschung
Die Great Dismal Swamp Landscape Study begann 2002, geleitet von Dan Sayers, einem Archäologen der Fakultät Anthropologie der American University. 2003 führte er die ersten Ausgrabungen im Sumpf durch. 2009 wurde in Partnerschaft mit dem U.S. Fish and Wildlife Service ein Forschungsprogramm begonnen, das den Einfluss des Kolonialismus und der Sklavenwirtschaft auf die Maroon-Siedlungen im Sumpf untersuchte, außerdem die Gesellschaften vor dem Kontakt mit Europäern. Vor Sayers Bemühungen hatte es keine wissenschaftlichen Untersuchungen im Great Dismal Swamp gegeben. Das National Endowment for the Humanities stattete das Projekt 2010 mit dem „We The People Award“ von $ 200.000 aus.
Im Herbst 2011 wurde eine ständige Ausstellung eingerichtet. Sayers fasst zusammen: „These groups are very inspirational. As details unfold, we are increasingly able to show how people have the ability, as individuals and communities, to take control of their lives, even under oppressive conditions.“ (Diese Gruppen sind sehr inspirierend. Mit der Entfaltung der Details sind wir nach und nach in der Lage zu zeigen, wie Menschen die Fähigkeit haben, als Einzelne und Gruppen ihr Leben, selbst unter bedrückenden Bedingungen, in die Hand zu nehmen.)

## Rezeption